# Traité du Cap
 Voir le traité sur Wikisource
La Convention du Cap relative aux garanties internationales sur les équipements mobiles, ou Traité du Cap, est un traité international destiné à normaliser les transactions portant sur des biens mobiliers. Le traité crée des normes internationales pour l'enregistrement des contrats de vente (y compris les agences d'enregistrement dédiées), les sûretés (privilèges ), les baux et les contrats de vente conditionnelle, et divers recours juridiques en cas de défaut dans les accords de financement, y compris la reprise de possession et l'effet des lois sur la faillite de certains États. 
Quatre protocoles à la convention sont spécifiques correspondant à quatre types de matériels mobiliers : équipements aéronautiques (avions et moteurs d'avions ; signé en 2001), matériel roulant ferroviaire (signé en 2007), engins spatiaux (signé en 2012) et équipements miniers, agricoles et du BTP (signé en 2019). Le Protocole aéronautique est entré en vigueur en 2006, tandis que les autres ne sont pas en vigueur.
Le traité résulte d'une conférence diplomatique tenue au Cap, en Afrique du Sud, en 2001. La conférence a réuni 68 pays et 14 organisations internationales. 53 pays ont signé la résolution proposant le traité. Le traité est entré en vigueur le 1er mars 2006  et a été ratifié par 57 parties. Le Protocole aéronautique (qui s'applique spécifiquement aux aéronefs et aux moteurs d'aéronefs) est entré en vigueur le 1er mars 2006 lorsqu'il a été ratifié par 9 pays : Éthiopie, Irlande, Malaisie, Nigéria, Oman, Panama, Pakistan et États-Unis.

## Signatures et ratifications
En 2018, la convention a été ratifiée par 77 États ainsi que par l'Union européenne. Le protocole sur le matériel roulant ferroviaire et le protocole sur les engins spatiaux ont été ratifiés respectivement par trois pays (Gabon, Luxembourg et Suède), ainsi que par l'Union européenne, et aucun autre pays et n'ont donc pas pris effet. Un aperçu de l'état du traité et des protocoles est présenté ci-dessous :
| Instrument                                           | Signature        | Lieu       | Entrée en vigueur | Signatures | Ratification (requis pour l'entrée en vigueur) |
| ---------------------------------------------------- | ---------------- | ---------- | ----------------- | ---------- | ---------------------------------------------- |
| Convention                                           | 16 novembre 2001 | Le Cap     | 1er mars 2006     | 28         | 78 (3)                                         |
| Protocole aéronautique                               | 16 novembre 2001 | Le Cap     | 1er mars 2006     | 23         | 74 (8)                                         |
| Protocole sur le matériel roulant ferroviaire        | 23 février 2007  | Luxembourg | -                 | 8          | 3 (4)                                          |
| Protocole sur les engins spatiaux                    | 9 mars 2012      | Berlin     | -                 | 4          | 0 (10)                                         |
| Équipement minier, agricole et de construction (MAC) | 22 novembre 2019 | Prétoria   | -                 | 5          | 0 (5)                                          |

### Union européenne
L'Union européenne a adhéré à la convention et au protocole aéronautique en tant qu'organisation régionale d'intégration économique . En ce qui concerne la convention, les États membres de l'Union européenne et l'Union elle-même sont compétents : par exemple, alors que le droit matériel en matière d'insolvabilité est réglementé par les États, les règles de conflit de lois (quel pays est compétent, etc.) est réglementé par l'Union européenne. Selon le gouvernement des Pays-Bas, l'acceptation de l'Union européenne dans un État membre qui n'est pas lui-même partie à la convention n'a aucune conséquence pratique. L'Union européenne a ratifié le protocole ferroviaire luxembourgeois en décembre 2014 en tant qu'organisation régionale d'intégration économique sur la même base.

## Les Protocoles

Protocole aéronautique
Parties
Signataires
Parties, aussi couverts par l'adhésion à l'UE
Signatories, aussi couverts par l'adhésion à l'UE
couverts par l'adhésion à l'UE

### Protocole aéronautique
Le Protocole aéronautique (officiellement : Protocole à la Convention relative aux garanties internationales sur les équipements mobiles portant sur des questions spécifiques aux équipements aéronautiques ) a été signé immédiatement avec le traité et est le seul protocole actuellement entré en vigueur. Il s'applique aux aéronefs pouvant transporter au moins huit personnes ou 2 750 kilogrammes de fret, aux moteurs d'aéronefs dont la poussée dépasse 1 750 livres-force (7,784 kN) ou 550 chevaux impériaux (410,13492937025 kW) et les hélicoptères transportant cinq passagers ou plus. Le Registre international des actifs mobiles établi pour enregistrer les droits de propriété internationaux sur les équipements aéronautiques couverts par le traité est situé en Irlande. Les cas de médiation pour les litiges de location doivent être entendus par la Haute Cour d'Irlande. En 2018, le protocole comptait 73 parties contractantes, dont 27 États et l'Union européenne.
| État                             | Date de ratification / adhésion | Commentaire |
| -------------------------------- | ------------------------------- | --- |
| Afghanistan                      | 25 juillet 2006                 | |
| Albania                          | 30 octobre 2007                 | |
| Angola                           | 30 avril 2006                   | |
| Argentina                        | 10 janvier 2018                 | |
| Australia                        | 26 mai 2015                     | |
| Bahrain                          | 27 novembre 2012                | |
| Bangladesh                       | 15 décembre 2008                | |
| Belarus                          | 27 septembre 2011               | |
| Bhutan                           | 4 juillet 2014                  | |
| Brazil                           | 30 novembre 2011                | |
| Burkina Faso                     | 8 septembre 2017                | |
| Cameroon                         | 14 avril 2011                   | |
| Canada                           | 21 décembre 2012                | New Brunswick: effectif au 1 juillet 2016 Yukon: effectif au 1 octobre 2014 autres: 1 avril 2013                          |
| Cape Verde                       | 26 septembre 2007               | |
| China                            | 3 février 2009                  | A l'exclusion de Hong Kong Macao                                                                                          |
| Colombia                         | 19 février 2007                 | |
| Congo                            | 13 mars 2013                    | |
| République démocratique du Congo | 6 mai 2016                      | |
| Costa Rica                       | 8 août 2018                     | |
| Côte d'Ivoire                    | 1er mars 2016                   | |
| Cuba                             | 28 janvier 2009                 | |
| Denmark                          | 26 octobre 2015                 | |
| Egypt                            | 10 décembre 2014                | |
| Ethiopia                         | 21 novembre 2003                | |
| Union européenne                 | 28 avril 2009                   | Seulement dans la mesure où il a compétence sur les sujets de la convention/du protocole. Non applicable pour le Danemark |
| Fiji                             | 30 mai 2012                     | |
| Gabon                            | 4 avril 2017                    | |
| Ghana                            | 20 décembre 2018                | |
| Inde                             | 31 mars 2008                    | |
| Indonésie                        | 16 mars 2007                    | |
| Irlande                          | 23 août 2005                    | |
| Jordan                           | 31 août 2010                    | |
| Kazakhstan                       | 1er juin 2011                   | |
| Kenya                            | 13 octobre 2006                 | |
| Kuwait                           | 31 octobre 2013                 | |
| Latvia                           | 8 février 2011                  | |
| Luxembourg                       | 27 juin 2008                    | |
| Madagascar                       | 15 décembre 2008                | |
| Malawi                           | 10 avril 2013                   | |
| Malaysia                         | 16 janvier 2014                 | |
| Malta                            | 1er octobre 2010                | |
| Mexique                          | 31 juillet 2007                 | |
| Moldova                          | 19 février 2019                 | |
| Mongolia                         | 19 octobre 2006                 | |
| Mozambique                       | 18 juillet 2013                 | |
| Myanmar                          | 3 décembre 2012                 | |
| Namibia                          | 23 juillet 2018                 | |
| Pays-Bas                         | 17 mai 2010                     | Pas les Pays-Bas européens Seulement pour Aruba Curaçao Saint-Martin Pays-Bas caribéens                                   |
| Nouvelle-Zélande                 | 20 juillet 2010                 | |
| Nigeria                          | 16 décembre 2003                | |
| Norvège                          | 20 décembre 2010                | |
| Oman                             | 21 mars 2005                    | |
| Pakistan                         | 22 janvier 2004                 | |
| Panama                           | 28 juillet 2003                 | |
| Paraguay                         | 19 décembre 2018                | |
| Romania                          | 30 mars 2018                    | |
| Russie                           | 25 mai 2011                     | |
| Rwanda                           | 28 janvier 2010                 | |
| San Marino                       | 9 septembre 2014                | |
| Saudi Arabia                     | 27 juin 2008                    | |
| Senegal                          | 9 janvier 2006                  | |
| Sierra Leone                     | 26 juillet 2016                 | |
| Singapore                        | 28 janvier 2009                 | |
| South Africa                     | 18 janvier 2007                 | |
| Spain                            | 27 novembre 2015                | |
| Swaziland                        | 17 novembre 2016                | |
| Sweden                           | 30 décembre 2015                | |
| Tajikistan                       | 31 mai 2011                     | |
| Tanzania                         | 30 janvier 2009                 | |
| Togo                             | 1er décembre 2011               | |
| Turquie                          | 23 août 2011                    | |
| Ukraine                          | 31 juillet 2012                 | |
| Émirats arabes unis              | 29 avril 2008                   | |
| United Kingdom                   | 27 juillet 2015                 | étendu aux Îles Cayman, Gibraltar et Guernesey (2015), à l'Île de Man et aux Bermudes (2017)                              |
| États-Unis                       | 28 octobre 2004                 | |
| Uzbekistan                       | 31 janvier 2018                 | |
| Vietnam                          | 17 septembre 2014               | |

### Matériel roulant ferroviaire
Le Protocole sur le matériel roulant ferroviaire, ou Protocole ferroviaire de Luxembourg, officiellement le Protocole à la Convention relative aux garanties internationales sur les équipements mobiles concernant les questions spécifiques au matériel roulant ferroviaire a été adopté le 23 février 2007 lors d'une conférence diplomatique à Luxembourg et s'applique au matériel roulant ferroviaire (au sens large définis comme "véhicules circulant sur une voie ferrée fixe ou directement sur, au-dessus ou au-dessous d'une voie de guidage").
Le protocole établit un registre international situé au Luxembourg auprès duquel toutes les garanties internationales visées par le protocole pourront être enregistrées. Le registre émettra également des identifiants uniques pour le matériel roulant sur demande. Regulis SA, filiale de SITA, a été désignée en novembre 2014 en qualité de Teneur de Registre. Le protocole nécessite la ratification par 4 pays, ainsi qu'une certification par le secrétariat à l'Autorité de surveillance que le registre est pleinement opérationnel, afin d'entrer en vigueur. Actuellement, il a été signé par la France, le Gabon, l'Allemagne, l'Italie, le Luxembourg, le Mozambique, la Suisse, la Suède, le Royaume-Uni ainsi que l'Union européenne, tandis qu'il a été ratifié par l'Union européenne et 3 États : le Gabon, le Luxembourg et la Suède.

### Engins spatiaux
Le protocole sur les engins spatiaux, ou protocole spatial de Berlin  (officiellement Protocole à la Convention relative aux garanties internationales sur les équipements mobiles concernant des questions spécifiques aux biens spatiaux ) a été conclu le 9 mars 2012 et nécessite 10 ratifications avant son entrée en vigueur. Le protocole s'applique aux objets fonctionnant dans l'espace comme les satellites ou les parties de satellites. L'industrie des satellites s'est vivement opposée à la convention, affirmant qu'elle conduirait à une bureaucratie accrue et "rendrait le financement de nouveaux projets de satellites plus difficile et plus coûteux".  La convention a été signée par 4 pays (Burkina Faso, Allemagne, Arabie Saoudite, Zimbabwe), mais aucun pays ne l'a ratifiée.

### Équipement minier, agricole et de construction (MAC)
Le 22 novembre 2019, un quatrième protocole à la convention a été adopté pour étendre le cadre de la convention aux équipements miniers, agricoles et de construction (MAC), nommé « Protocole à la Convention relative aux garanties internationales sur les équipements mobiles portant sur des questions spécifiques aux équipements miniers, agricoles, et matériel de chantier. Le protocole a été signé par 4 États (Congo, Gambie, Nigeria et Paraguay) lors de son adoption et nécessite 5 ratifications avant son entrée en vigueur (à condition que le registre soit alors opérationnel). Le 1er octobre 2020, les États-Unis d'Amérique ont signé le protocole MAC portant à 5 le nombre total de signataires.

## Traduction
- (en) Cet article est partiellement ou en totalité issu de l’article de Wikipédia en anglais intitulé « Cape Town Treaty » (voir la liste des auteurs).